# Salome Scheidegger
Salome Scheidegger (* 1987 in Kyoto) ist eine Schweizer Pianistin, Komponistin, Musikproduzentin und Performancekünstlerin.

## Leben
Salome Scheidegger wurde als zweitälteste Tochter einer in Japan tätigen Schweizer Kunsthistorikerin und Sinologin und eines Biochemikers geboren. Im Kindesalter interessierte sich Salome Scheidegger für traditionellen japanischen Tanz. Sie nahm Unterricht bei Hanayagi Wasen und trat bereits im Alter von vier Jahren im Stadttheater von Kōbe auf. Nach der Rückkehr der Familie in die Schweiz im Jahr 1992 konnte sie die klassische japanische Tanzausbildung nicht fortsetzen. Sie begann mit dem Klavierspiel und wurde zunächst in Lugano unterrichtet.

### Ausbildung und Stipendien
Seit 1993 nahm Salome Scheidegger professionellen Klavierunterricht. Zu ihren Lehrern zählten Patricia Pagny in Strassburg, Galina Vracheva in Zürich sowie Françoise Parrot-Hanlet und David Lively an der École normale de musique de Paris. Von 2009 bis 2010 perfektionierte sie bei Benjamin Kaplan in London ihr Klavierspiel. Ihre Schulausbildung in Zürich brach sie im Alter von 16 Jahren ab, um sich vollkommen der Musik zu widmen. Nach dem Erhalt des Künstler-Visums für die Vereinigten Staaten ging sie 2010 nach New York und studierte am International Keyboard Institute and Festival des Mannes College of Music bei Jerome Rose. Darüber hinaus war sie Meisterschülerin u. a. bei Karl-Heinz Kämmerling am Mozarteum Salzburg und bei Paul Badura-Skoda an der Hochschule für Musik Franz Liszt in Weimar.
Salome Scheidegger erhielt zahlreiche Stipendien und finanzielle Unterstützung, u. a. von der LYRA-Stiftung, der Fritz-Gerber-, Ernst-Göhner- und der Georg-und-Bertha-Schwyzer-Winiker-Stiftung, von Comicro-Netsys und der Dorothy MacKenzie Artist Recognition Foundation (2008).

### Musikalisches Schaffen
Bereits im Alter von elf Jahren gewann sie den 3. Preis beim renommierten Klavierwettbewerb Concorso Internazionale di Musica Città di Stresa in Italien. In den folgenden Jahren nahm sie erfolgreich an internationalen Wettbewerben teil und errang dabei zahlreiche Preise. Salome Scheidegger debütierte 2004 in Begleitung des Symphonischen Orchesters Zürich mit dem 1. Klavierkonzert von Felix Mendelssohn Bartholdy in der Tonhalle Zürich.
Seitdem gibt sie regelmässig nationale und internationale Solo- und Orchesterkonzerte, u. a. mit dem Kansai Philharmonic Orchestra, dem State Hermitage Orchestra, den Hofer Symphonikern, dem Zürcher Kammerorchester und dem Musikkollegium Winterthur. Konzertreisen, Soloauftritte und Performances mit anderen Künstlern führten sie in die Vereinigten Staaten, nach Mexiko, Japan, Deutschland, Österreich, in die Schweiz, die Niederlande, nach Belgien, Italien, Frankreich, Tschechien, Polen, Schweden, Grossbritannien und Irland. Salome Scheidegger erhielt Einladungen zu internationalen Musikfestivals, u. a. zum 20. Davoser Festival Young Artists in Concert und zum Musical Olympus Festival in Sankt Petersburg.
Neben klassischen Konzertkonzepten verfolgte die Künstlerin neue Wege, um klassische Musik zeitgenössisch auf der Bühne zu präsentieren. Gemeinsam mit Steven Ehrenberg, dem Projektions- und Videodesigner William Cusick und dem Lichtdesigner Marc Janowitz konzipierte und produzierte sie 2012 das Multimedia-Projekt Salome’s Envisage, in dem ein klassisches Konzertprogramm mit Videosequenzen und einem abgestimmten Beleuchtungskonzept untermalt wird. Für das Projekt gründete sie ihre eigene Produktionsfirma. Nach einer Show in New York im Sommer 2012 startete sie im Dezember 2013 in der Schweiz ihre Envisage-Tour.
Ihre Vorliebe für japanische Animes und Videospiele führte 2013 zu einer musikalischen Beteiligung an der Band Critical Hit, die von dem Komponisten Jason Hayes gegründet wurde, der auch für World of Warcraft und StarCraft gearbeitet hat. Mit der Band und der über YouTube bekannt gewordenen Violinistin Taylor Davis tourte Salome Scheidegger durch die Vereinigten Staaten und Europa. Für Videospiele und Anime-Cover arrangierte sie Stücke für ein Solo-Piano und veröffentlichte diese 2015 auf ihrem Solo-Album Play.
2016 widmete sie sich Klavierarrangements von Film-Soundtracks, u. a. von Spirited Away, Prinzessin Mononoke und Mein Nachbar Totoro, die sie im Dezember 2016 auf dem Album Salichan veröffentlichte. Angeregt durch die Arbeit mit den Animes konzipierte Salome Scheidegger das audiovisuelle Performance-Projekt Salome & Salichan um den pinkhaarigen Anime-Charakter Salichan. Seit dieser Zeit sind pinkfarbene Haare das Markenzeichen der Pianistin. 2017 fand die Uraufführung der Performance in New York statt.
Seit Herbst 2018 ist Salome Scheidegger als Signature Artist bei dem Online-Notenhändler Musicnotes.com gelistet. Sie betreibt einen eigenen YouTube-Kanal Salome Piano, auf dem sie regelmässig neue Arrangements veröffentlicht.

## Veröffentlichungen (Auswahl)
- Salichan: The Ghibli Album, 2016
- Play: A Video Game and Anime Album, 2015
- Salome’s Envisage, 2013
- Storytelling Live, 2006
- Zart, 2006
- Anthology, 2004
- Dark Little Rooms (EP), 2006

## Preise (Auswahl)
- Concorso Internazionale di Musica Città di Stresa, 3. Preis (1998)
- Concours Musical de France, 1. Preis (2001)
- Ludmila Knezkova-Hussey International Piano Competition, Bathurst, 2. Preis (2004)